# Сахинис, Георгиос
Георгиос Сахинис (греч. Γεώργιος Σαχίνης, 1789, Идра — 1864, Афины) — участник Освободительной войны Греции 1821—1829 годов, капитан, контр-адмирал (с 1844 года).

## Биография
Георгиос Сахинис родился в 1789 году на острове Идра. Отцом его был судовладелец Димитриос Сахинис. Георгиос участвовал в семейном морском деле, также учился на острове Корфу, где среди прочего изучил итальянский и французский языки. В 1808 году вместе с отцом и братом Антониосом был захвачен Али-пашой Тепеленским, но Сахинисам удалось бежать.
Начало Греческой революции в марте 1821 года застало Сахиниса в Сицилии. Сахинис немедленно вернулся в Архипелаг и присоединил свой бриг «Мильтиад» к революционному флоту Идры. Бриг капитана Сахиниса принял участие в более чем 20 морских сражениях под командованием Миаулиса Андреас-Вокоса.
28 сентября 1821 года бриг Сахиниса вынудил алжирский голет выбросится на мель у находившемся тогда под британским контролем острова Закинф. Попытка жителей острова не допустить выхода алжирцев на берег привела к их столкновению с английскими войсками, после которого 5 островитян были повешены.
В 1823 году за капитаном Сахинисом было закреплено командование островами Сирос и Миконос. Старший брат Сахиниса, Ставрос, погиб при обороне острова Сфактерия в 1825 году (см. Осада Наварино (1825)).
Последовал Рейд на Метони, в котором Сахинис участвовал, командуя своим бригом. В сентябре 1826 года груженный сухарями бриг Сахиниса участвовал в неудавшейся попытке 9 греческих кораблей прорвать блокаду города Месолонгион (Третья осада Месолонгиона), после чего голодающие защитники были вынуждены прорываться.
После того как Иоанн Каподистрия принял правление Грецией в 1828 году, Сахинису было поручено командование корветом «Идра» и блокада залива Малиакос в Средней Греции.

## После освобождения
После освобождения Сахинис был в оппозиции Каподистрии и участвовал в июле 1831 года в сомнительной славы захвате флота на острове Порос.
После убийства Каподистрии Сахинис в 1832 году возглавил правление Идры. В 1836 году Сахинис принял командование эскадрой Эгейского моря. В правление короля Оттона Сахинис в силу знания иностранных языков стал адъютантом короля, а затем командиром базы ВМФ на острове Порос. В 1844 году Сахинису было присвоено звание контр-адмирала.
Во время антимонархической революции 1862 года Сахинис возглавил защиту королевского дворца.
Умер Георгиос Сахинис в Афинах в 1864 году.